# 大貫英晃
大貫英晃(1990年10月17日 - )は、日本のボクサーである。
アマチュア
格闘技ジムTRIAL所属
6戦6勝(3KO)
2013年、水戸農業協同組合に入組。
2014年、boys水戸ジムに移籍。
同年プロライセンス取得
デビュー戦、11月22日
横浜国際プール、世界タイトルマッチの前座にて今村寬生(横浜光)と対戦し3-0で判定勝ち。
2015年、2戦目、5月10日
後楽園ホールにて藤本孝二(青木)と対戦し2-0にて判定勝ち。
3戦目7月29日後楽園ホールにて瀧澤優太(REBOOT)と対戦し2-1にて判定勝ち。
4戦目5月13日
メインイベント
水戸市総合運動公園体育館にて栗田昭彦(宇都宮金田)と対戦し1-2判定負け。
2016年
JA共済茨城県新人部門3位
2017年
JA共済茨城県ＮＰ部門1位、自動車部門2位

## 出演、掲載
茨城放送HAPPYPUNCH
茨城新聞
日本農業新聞
読売新聞
茨城朝日
日本金融新聞
雑誌『地上』　
28年振りの水戸でのプロボクシング興行では引退試合メインイベントを務め応援団400人を集めた。『JAファイター』の名称で愛され大人気。異例の4回戦でメインイベントに大抜擢。